# Студенниково
Студенниково — деревня в Мценском районе Орловской области России. Входит в состав Тельченского сельского поселения.
В Студенникове в 1827 году в семье диакона местной церкви родился Алексей Викторов, археолог и библиограф, член Императорской археографической комиссии, член-корреспондент Императорской академии наук.

## География
Деревня находится в северной части Орловской области, в лесостепной зоне, в пределах центральной части Среднерусской возвышенности, к западу от реки Оки, на расстоянии примерно 18 километров (по прямой) к северо-западу от города Мценска, административного центра района. Абсолютная высота — 174 метра над уровнем моря.
Климат населённого пункта характеризуется как умеренно континентальный с умеренно морозной зимой и теплым, иногда жарким летом. Средняя многолетняя температура самого холодного месяца — января, составляет −9,4°С, температура самого теплого +19°С.
Часовой пояс
Деревня Студенниково, как и вся Орловская область, находится в часовой зоне МСК (московское время). Смещение применяемого времени относительно UTC составляет +3:00.

## Население
| 2010 |
| ---- |
| 6    |

Половой состав
По данным Всероссийской переписи населения 2010 года в гендерной структуре населения мужчины составляли 66,7 %, женщины — соответственно 33,3 %.
Национальный состав
Согласно результатам переписи 2002 года, в национальной структуре населения русские составляли 100 % из 2 чел.